# ابریق (اهر)
ابریق یکی از روستاهای استان آذربایجان شرقی است که در دهستان آذغان بخش مرکزی شهرستان اهر واقع شده‌است.
طبیعت زیبای روستای ابریق  بسیار دیدنی است مردمان روستای ابریق بسیار خون گرم ومهربان هستند اهالی 
در روستای ابریق مشغول کشاورزی و دامداری میباشند، اگر تصمیم دارید به روستای توریستی ابریق سفر کنید و شب را در طبیعت روستا بمانید همراه خود لباس گرم داشته باشید بهترین فصل سفر به این روستا فصل بهار و تابستان میباشد.این روستا ۱۹۱ نفر جمعیت دارد.